# Excentradenia propinqua
Excentradenia propinqua är en tvåhjärtbladig växtart som först beskrevs av W.R. Anderson, och fick sitt nu gällande namn av W.R. Anderson. Excentradenia propinqua ingår i släktet Excentradenia och familjen Malpighiaceae. Inga underarter finns listade i Catalogue of Life.